# Горшков, Георгий Петрович
Гео́ргий Петро́вич Горшко́в (11 (24) апреля 1909, Пудловцы — 18 ноября 1984, Москва) — советский геолог и сейсмолог, доктор геолого-минералогических наук (1947), профессор (1947), первый декан геологического факультета МГУ (1949—1953), заведующий кафедрой динамической геологии (1953—1983).
Составитель первых в СССР карт сейсмического районирования.

## Биография
Родился 11 (24) апреля 1909 в селе Пудловцы (Подольская губерния, Российская империя) в семье Петра Михайловича Горшкова и Веры Семеновны Горшковой (Садовской).
В 1927 году поступил в Ленинградский горный институт. Его преподавателями были Д. В. Наливкин, А. Н. Заварицкий, Ю. А. Орлов, А. А. Борисяк, Д. И. Мушкетов, М. М. Тетяев, А. П. Марковский.
После окончания института в 1931 году был направлен на работу в отдел геологии Сейсмологического института АН СССР в Ленинграде (1931—1934), а затем в Москве (1934—1937).
В 1937 году составил первую карту сейсмического районирования СССР. Провёл региональное сейсмотектоническое районирование территории юга СССР, выявил очаги и дал прогноз землетрясений по удельной сейсмической энергии и сейсмическому районированию. Интересовался также вопросами истории науки, геологической терминологии и некоторыми философскими проблемами геологических наук.
В 1937—1941 годах — декан геологического факультета Воронежского университета.
В 1941—1944 годах — в эвакуации директор Института геологии Туркменского филиала АН СССР в Ашхабаде.
В 1944—1949 годах — докторант и старший научный сотрудник Геофизического института АН СССР, где возглавлял отдел сейсмотектоники.
Тема докторской диссертации — «Тектонические землетрясения и сейсмическое районирование территории СССР» (1947).
В 1949—1953 годах был деканом геологического факультета МГУ и с 1953 по 1983 год — заведующим кафедрой динамической геологии этого факультета.
В сейсмологии установил связь землетрясений Таджикской депрессии с чешуйчатыми надвигами мезозойских и кайнозойских толщ, разработал теоретическую модель и установил физическую природу «изогравитационных поверхностей», исследовал землетрясения Балтийского щита.
В области тектоники и сейсмотектоники исследовал сейсмотектонику Крымского полуострова и разрывную тектонику Копетдага, предложил типизацию земной коры в различных тектонических условиях и закон «скалывания напряжений»; изучил микротектонические дислокации в толще протерозойских кварцитов КМА и установил роль пластических деформаций в формировании сейсмотектонического поля; установил поля напряжений сжатия и очаги землетрясений в северо-восточном Афганистане; исследовал сейсмотектонику и провёл сейсмическое районирование Китая, Балканского полуострова, территории Бирманского Союза, стран Африки и других государств.
Ответственный редактор журнала «Известия высших учебных заведений. Геология и разведка», член редколлегии Атласа океанов ЦКП ВМФ СССР, Атласа глубинного геологического строения территории СССР ВНИИГеофизики Мингео СССР.
Скончался в Москве, 18 ноября 1984 года. Похоронен на Кузьминском кладбище.

## Семья
Отец, Пётр Михайлович Горшков, окончил Санкт-Петербургский университет, с 1925 по 1963 год возглавлял кафедру геодезии и гравиметрии математического факультета ЛГУ.
Несколько поколений предков по линии отца были крепостными (столярами, плотниками) помещика Ребиндера и происходили из Владимирской губернии. Вспоминая о детстве, Пётр Михайлович с горечью признавался: «Беднее нас в церковно-приходской школе никого не было». Его отец, Михаил Дмитриевич, умер рано, оставив вдову, неграмотную деревенскую женщину Феодосию Петровну, с шестью детьми на руках — от полутора до 15 лет.
Семья Горшкова в то время, в 1890—1898 годах, жила под Харьковом. Старший брат Георгий в 1898 году окончил Харьковский университет и, как стипендиат Святейшего Синода, получил назначение на работу преподавателем математики в духовную семинарию в г. Каменец-Подольский. Георгий Михайлович взял с собой всю семью и фактически заменил отца младшим братьям и сёстрам. Впоследствии все шестеро детей малограмотного плотника, человека, по рассказам, незаурядного, «вышли в люди»: Никита стал офицером, Пётр (отец Георгия Петровича) — астрономом, профессором, депутатом Ленсовета, Георгий — заслуженным учителем РСФСР, дважды удостоенным ордена Ленина (а сын его, Сергей Георгиевич Горшков, был самым молодым адмиралом флота в истории России, главнокомандующим ВМФ СССР), Евдокия и Мария — преподавательницами, Иван — служащим.
- Дядя — Георгий Михайлович Горшков, учитель, русский интеллигент, имя которого носит коломенская средняя школа, где ежегодно проходят «горшковские чтения».
- Двоюродный брат (по линии отца) — Сергей Георгиевич Горшков, Адмирал Флота Советского Союза, дважды Герой Советского Союза.

Жена — Зинаида Васильевна Горшкова, родилась в Коломне.
- дочь — Грачёва (Горшкова) Вера Георгиевна, родилась в Ялте в 1948 году. Окончила факультет журналистики Московского государственного института международных отношений МИД СССР. Кандидат исторических наук. Начальник отдела Департамента по международному гуманитарному сотрудничеству и правам человека МИД России;
- сын — Горшков Вячеслав Георгиевич, родился в Воронеже в 1938 году. Окончил физический факультет МГУ. Кандидат технических наук. Полковник ВС РФ.

## Награды и премии
- 1945 — орден «Знак Почёта»
- 1946 — медаль «За доблестный труд в Великой Отечественной войне 1941—1945 гг.»
- 1951 — орден Трудового Красного Знамени
- 1977 —звание « Заслуженный деятель науки РСФСР»
- 1980 — Государственная премия СССР, с К. А. Салищевым, за научный труд «Атлас океанов» (т. 1. «Тихий океан», 1974; т. 2. «Атлантический и Индийский океаны», 1977).

## Членство а организациях
- КПСС.
- Председатель рабочей группы Межведомственного совета по сейсмологии и сейсмостойкому строительству при Президиуме АН СССР по составлению технического задания к новой нормативной карте сейсмического районирования территории СССР. Одновременно председатель Межведомственного совета по сейсмологии и сейсмостойкому строительству при Президиуме АН СССР (МСССС). Под его руководством осуществлялась координация исследований более чем 40 научных и производственных организаций СССР по данной проблеме.
- Председатель Комиссии по сейсмическому районированию территории СССР Межведомственного совета по сейсмологии и сейсмостойкому строительству при Президиуме АН СССР (МСССС), рабочей группы по сейсмотектонике Комиссии по изучению сейсмоопасных зон методами разведочной геофизики МСССС. Уделял постоянное внимание вопросам практической геологии, давал заключения по ответственным объектам строительства — Токтогульской, Нурекской, Ингурской, Андижанской, Рогунской и другим ГЭС, БАМу, атомным электростанциям и др.
- Член Комиссии по международным тектоническим картам при АН СССР, Комиссии ЮНЕСКО по высшему геологическому образованию Международной ассоциации университетов[англ.], консультант Балканского сейсмологического проекта ЮНЕСКО по сейсмотектонике, член рабочей группы по сейсмотектонике Комиссии по неотектонике Международной Ассоциации по изучению четвертичного периода (ИНКВА). Как консультант ЮНЕСКО по вопросам сейсмотектоники читал лекции в Международном сейсмическом институте (Токио), в институтах Бирмы и КНР. В качестве члена различных комиссий ЮНЕСКО или советских делегаций работал в Италии, Франции, Югославии, Индии, Малайзии, Марокко, Таиланде, на Филиппинах, в Чехословакии, Венгрии, Греции, Турции и других странах.
- Член НТС Госстроя СССР и его экспертных комиссий, секции рационального использования недр, полезных ископаемых и охраны земной коры Межведомственного НТС по комплексным проблемам охраны окружающей природной среды ГКНТ СМ СССР.
- Член Ученого совета по сейсмологии при Институте физики Земли АН СССР.
- Член Ученого совета геологического факультета МГУ, председатель Диссертационного совета по региональной геологии и тектонике геологического факультета МГУ (по защите докторских диссертаций) и Методического совета геологического факультета МГУ.
- Член секции геологии Научно-технического совета Минвуза СССР, член Учебно-методического совета Министерства просвещения СССР.
- Член общества «Знание», лекторской группы по преподаванию геологии в средних школах при Центральной студии телевидения.

## Память
В память о Г. П. Горшкове на геологическом факультете МГУ проводятся ежегодные «Горшковские чтения».